# Eduard von Fransecky

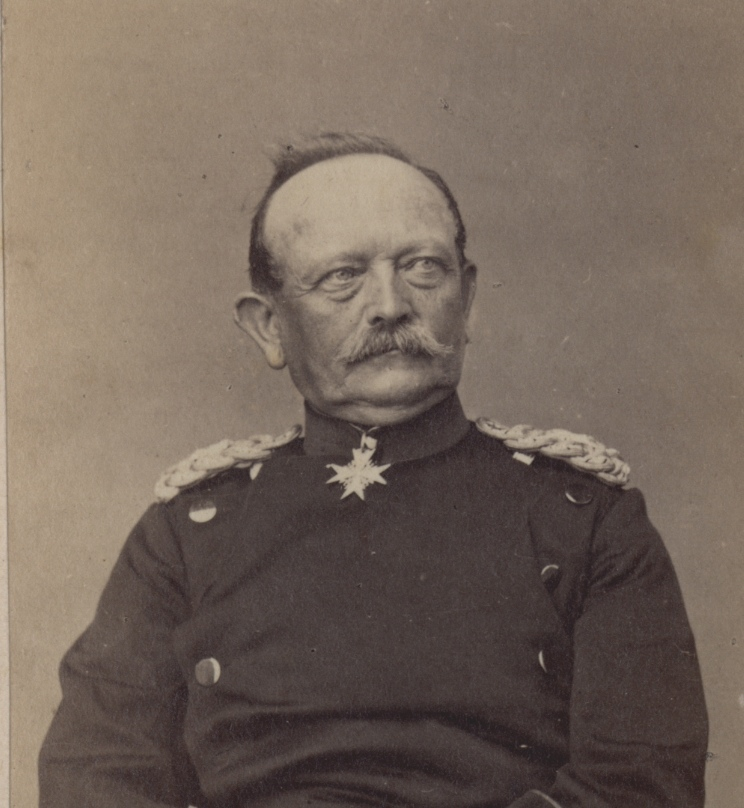
General Eduard von Fransecky (1807–1890), Berlin um 1867.

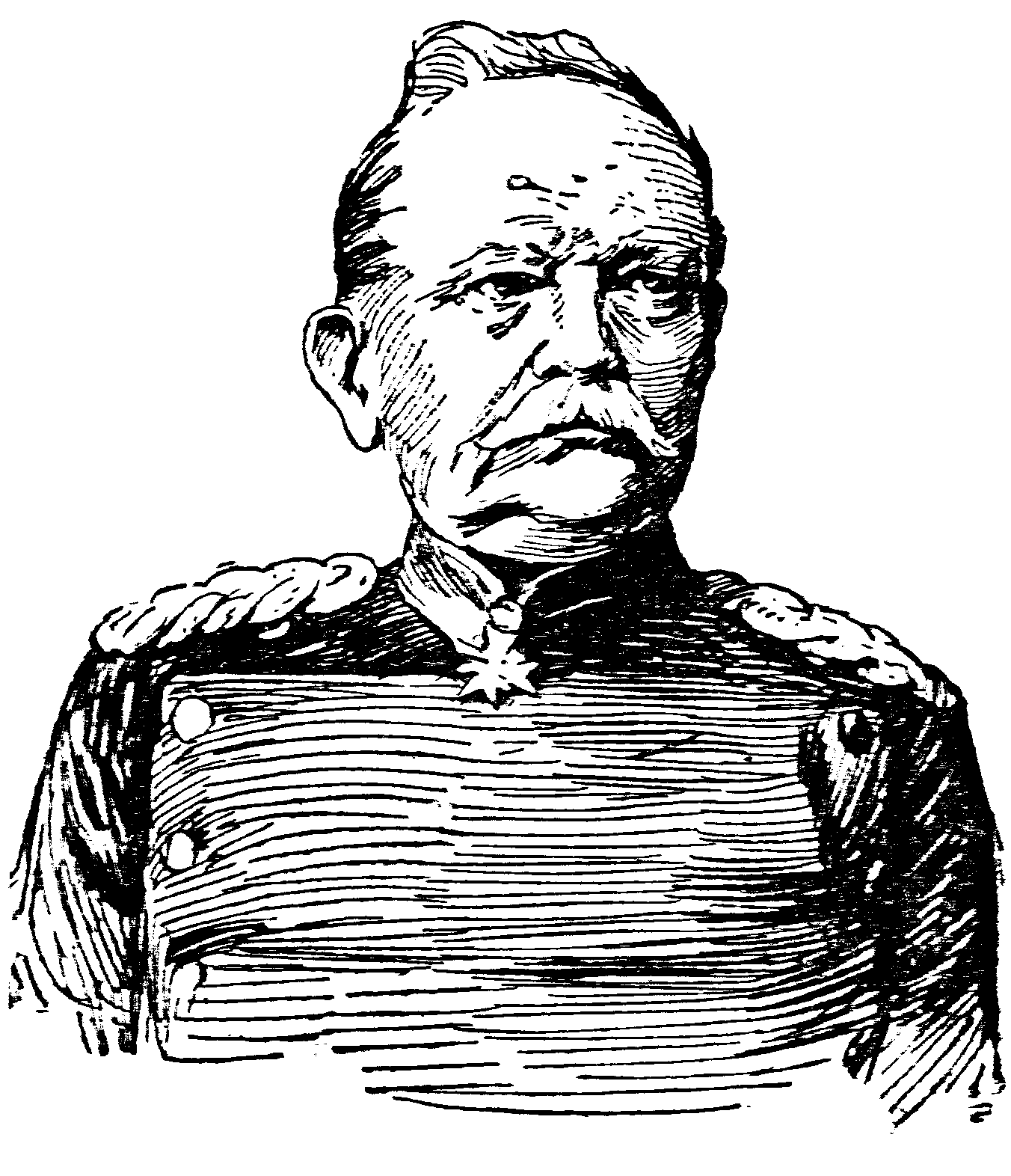
Eduard Friedrich Karl von Fransecky

Eduard Friedrich Karl von Fransecky (ursprüngliche Schreibung Franscky; * 16. November 1807 in Gedern; † 21. Mai 1890 in Wiesbaden) war preußischer General der Infanterie.

## Leben

### Herkunft
Eduard Friedrich Karl war der Sohn des Rittmeisters a. D. Christian Gottlieb Ernst von Fransecky (1771–1841) und dessen Ehefrau Katharina Charlotte Sophie, geborene von Preuschen (1780–1852).

### Militärkarriere
Nach der Grundschule absolvierte Fransecky ab 1818 die Kadettenanstalten Potsdam und Berlin und wurde anschließend am 8. April 1825 als Sekondeleutnant dem 16. Infanterie-Regiment der Preußischen Armee in Düsseldorf überwiesen. Neben dem praktischen Dienst widmete sich Fransecky auch wissenschaftlichen Studien, insbesondere der Militärgeschichte. Die Ergebnisse dieser Arbeiten waren Geschichte des 16. Infanterieregiments (Münster 1834), später mehrere Veröffentlichungen in den Beiheften zum Militär-Wochenblatt, die hauptsächlich die Darstellung der Ereignisse bei der Schlesischen Armee 1813 zum Gegenstand hatten.
Zwischen 1843 – unter Beförderung zum Hauptmann am 4. April 1844 – und 1857 betrieb er kriegsgeschichtliche Arbeiten beim Generalstab in Berlin. In dieser Zeit war Fransecky öfter als Lehrer an der Allgemeinen Kriegsschule tätig. Im Schleswig-Holsteinischen Krieg gegen Dänemark nahm er 1848 an den Gefechten bei Schleswig, Oeversee, Seggelung und Bierning teil, am 10. April 1849 wurde er zum Major befördert. Am 13. Juli 1854 wurde er Oberstleutnant und im folgenden Jahr zum Chef des Generalstabes des III. Armee-Korps ernannt. Am 10. Dezember 1857 übernahm er das Kommando über das 31. Infanterie-Regiments zu Erfurt und am 22. Mai 1857 wurde er zum Oberst befördert. Am 8. März 1860 trat er für vier Jahre in oldenburgisch-hanseatische Dienste, mit dem Rang eines Generalmajors (Patent am 18. Oktober 1861) wurde er Kommandeur des Oldenburgischen Infanterie-Regiments.
Am 21. November 1864 kam Fransecky zurück in den preußischen Heeresdienst und übernahm als Generalmajor die 7. Division in Magdeburg. Weitere Standorte der Division waren die umliegenden Städte Blankenburg, Burg, Gardelegen, Stendal, Quedlinburg, Halberstadt und Salzwedel. Am 18. Juni 1865 wurde er Generalleutnant und befehligte die 7. Division auch 1866 im Krieg gegen Österreich. Am 20. September 1866 wurde er mit dem Orden Pour le Mérite ausgezeichnet. Dies insbesondere für Leistungen seiner Truppen bei den Schlachten von Münchengrätz, Königgrätz und Preßburg. Zwischen 1867 und 1869 wurde er alljährlich zur Inspektion der sächsischen Truppenteile kommandiert.

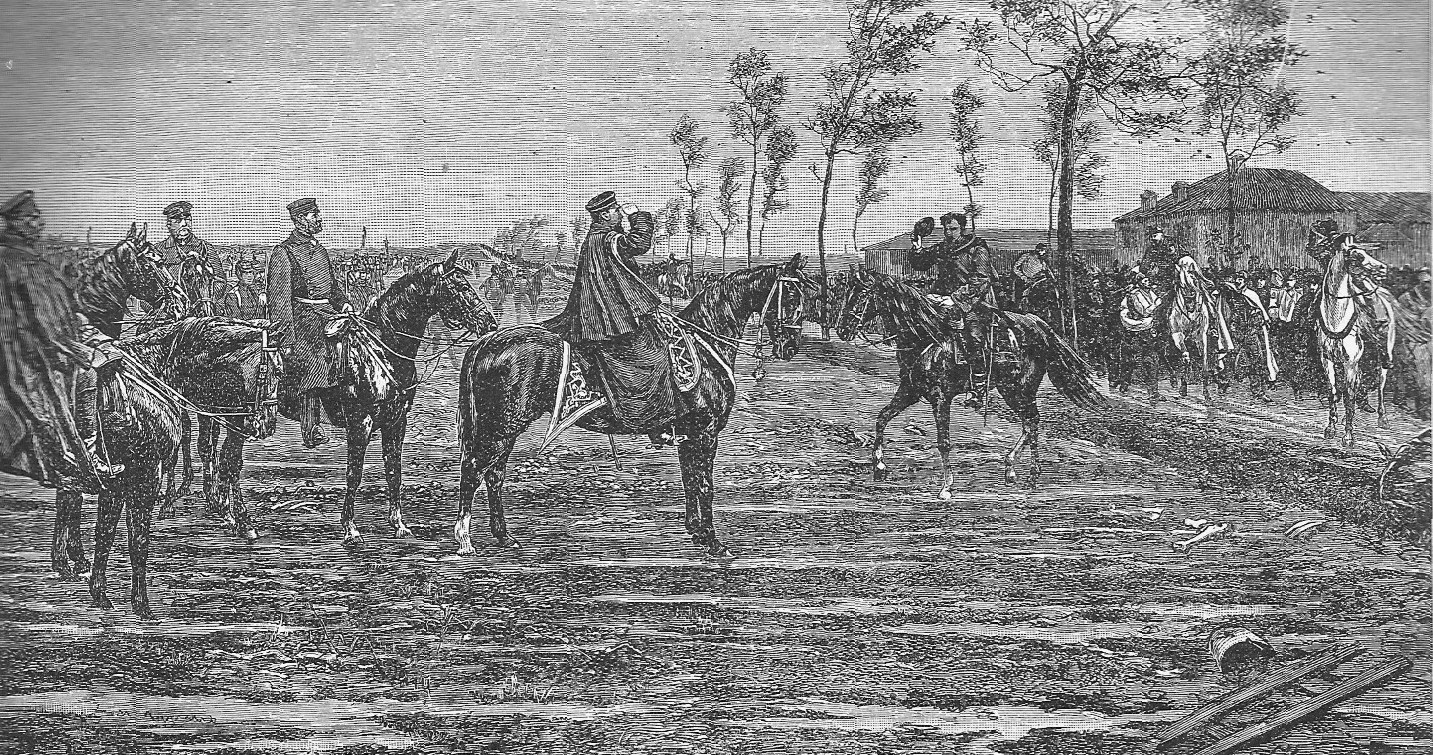
Übergabe von Metz. Oberst von Wichmann, General Fransecky, General von Stiehle, Friedrich Karl von Preußen, General Desvaux

Am 10. Juli 1870 wurde Fransecky zum General der Infanterie befördert und am 18. Juli übernahm er als Kommandierender General das II. Armee-Korps, das er im Deutsch-Französischen Krieg befehligte. Hier gelang es ihm am 18. August, das Korps in einem 16-stündigen Gewaltmarsch noch rechtzeitig als entscheidende Reserve auf das Schlachtfeld von Gravelotte zu bringen. Anschließend nahm er an der Einschließung der Festung Metz und nach deren Fall an der Belagerung von Paris teil. Am 1. Dezember erhielt er das Kommando sämtlicher, zwischen der Seine und Marne versammelten Streitkräfte. Am 2. Dezember wies er mit diesen den großen Durchbruchsversuch des Generals Ducrot bei Champigny in der Schlacht bei Villiers zurück. Vom 2. Januar bis 1. Februar 1871 führte Fransecky sein Korps, das der Südarmee unter Manteuffel zugeteilt war, über die Côte d’Or und den Jura, um durch 16 Gefechte die Armee Bourbakis schließlich bei Pontarlier über die schweizerische Grenze zu zwingen.
Nach dem Waffenstillstand ernannte ihn Kaiser Wilhelm I. am 20. März 1871 zum Kommandierenden General des XV. Armee-Korps mit Standort Straßburg. Bereits am 5. Februar 1871 hatte er ihm auch das Eichenlaub zum Pour le Mérite verliehen, zudem erhielt er eine Dotation in Höhe von 150.000 Talern. Ende Oktober 1879 wurde er zum Gouverneur von Berlin ernannt. Dieses Amt gab er 1882 ab. Aus gesundheitlichen Gründen reichte er am 23. Oktober sein Abschiedsgesuch ein und wurde am 23. November 1882 unter Verleihung der Brillanten zum Schwarzen Adlerorden zur Disposition gestellt.

### Ehrungen
Fransecky zählt zu den höchstdekorierten Generalen seiner Zeit. Neben dem bereits genannten Pour le Mérite und dem Schwarzen Adlerorden war er Inhaber des Großkreuzes des Roter Adlerordens mit Eichenlaub und Schwertern, der Großkreuze des Württembergischen Militärverdienstordens, des Bayerischen Militärverdienstordens sowie des Sächsischen Albrechts-Ordens. Das Fort I der Festung Straßburg erhielt am 1. September 1873 den Namen Fort Fransecky. Außerdem war er Chef des Infanterie-Regiments „Prinz Moritz von Anhalt-Dessau“ (5. Pommersches) Nr. 42. Die Stadt Magdeburg hatte zeitweise eine Straße, die Franseckystraße, nach ihm benannt. Auch Berlin hatte im Prenzlauer Berg eine Franseckystraße – bis in den frühen DDR-Jahren die Spuren des „preußischen Militarismus“ aus dem Straßenbild getilgt wurden. Die Franseckystraße wurde nach einem antifaschistischen Widerständler in Sredzkistraße umbenannt. In seinem Geburtsort Gedern erinnert die Franseckystraße bis heute an den berühmten Sohn der Stadt.

### Familie
Fransecky verheiratet sich am 11. Dezember 1836 auf Schloss Liebeneck mit seiner Cousine 2. Grades, Sophie Luise Freiin von Preuschen von und zu Liebenstein (1807–1894), der Tochter des nassauischen Oberappellationsgerichtsvizepräsidenten und Landtagsabgeordneten August von Preuschen von und zu Liebenstein. Aus der Ehe gingen folgende Kinder hervor:
- Georg August Ernst Florentin (1838–1869), Premierleutnant im Kaiser Alexander Garde-Grenadier-Regiment Nr. 1
- Anna (* 1839) ⚭ 6. Juni 1878 in Straßburg Kurt Freiherr von Treusch von Buttlar-Brandenfels
- Ernst (1841–1867), Premierleutnant im Husaren-Regiment „Landgraf Friedrich II. von Hessen-Homburg“ (2. Kurhessisches) Nr. 14
- Friedrich Eduard Ernst Ludwig Adalbert Rudolf (* 1842), Hauptmann a. D.

## Werke
- Denkwürdigkeiten des preußischen Generals der Infanterie Fransecky. 1901.
- Geschichte des königlich Preußischen 16. Infanterie-Regiments, 1834, Digitalisat